# Christine Lambrecht
Christine Lambrecht (Mannheim, 19 de junho de 1965) é uma advogada e política alemã (Partido Social Democrata da Alemanha, PSD). Serviu como Ministério Federal da Defesa no governo de Olaf Scholz de 2021 a 2023, tendo servido ainda como Ministra da Justiça e da Proteção ao Consumidor e Ministra para a Família, Idosos, Mulheres e Jovens do gabinete Merkel IV. De 2011 a 2013 foi vice-presidente da ala do PSD no parlamento alemão (Bundestag) e de dezembro de 2013 a setembro de 2017 a primeira mulher líder representante de seu partido junto ao parlamento. De março de 2018 a junho de 2019 foi secretária de Estado junto ao Ministério Federal das Finanças.
Sua demissão como Ministra da Defesa em 2023 após dois anos veio após acusações de incompetência, com ela sendo criticada por fracassar no seu plano de reaparelhamento e reavivamento geral as Forças Armadas da Alemanha em meio a crises externas como a guerra na Ucrânia.

## Vida
Christine Lambrecht frequentou o Ginásio Albertus-Magnus em Viernheim, concluindo-o em 1984.Em seguida frequentou a Faculdade de Direito da Universidade de Mannheim assim como a Universidade Johannes Gutenberg de Mainz.Em 1992 passou no Exame de Ordem. Lambrecht realizou então seu Referendariat no Tribunal de Darmstadt, uma espécie de estágio obrigatório na Alemanha após obtenção do título da Ordem. Na Escola Superior Alemã de Administração de Speyer ela obteve, em 1995, a licenciatura com título de mestra e foi aprovada no mesmo ano em um segundo concurso público. Depois trabalhou como advogada autônoma em Viernheim. Além disso, lecionou até 1998 Direito Comercial na Escola Técnica de Mannheim.

## Política
Em 1982 Christine Lambrecht ingressou no PSD alemão e foi de 1985 a 2011 membro do Conselho Municipal de Viernheim, presidindo-o de 1997 até 2001.De 1989 a 1997 foi membro do Conselho do distrito de Bergstraße.
De 1998 a 2021 fez parte do Parlamento Alemão. Inicialmente (de 1998 a 2002) assumiu o mandato, representando o distrito de Bergstraße. Não obteve assento por seu partido por quatro vezes seguidas (2005,2009, 2013 e 2017), mas retomou a posição através da lista estadual. Em setembro de 2020, anunciou que não concorreria para as eleições do parlamento do ano seguinte.
Durante seu primeiro mandato na assembleia (1998-2002), ela foi membro titular do Comitê Jurídico, Esportivo e de Inquéritos. Aderiu às iniciativas do PSD junto ao parlamento para abandono da energia nuclear. Lambrecht pertence à Parlamentarische Linke, uma plataforma de esquerda dentro da instituição.
De 2002 a 2005 foi membro titular do Comitê de Assuntos Jurídicos e porta-voz de revisão eleitoral, imunidade e regras de procedimento. Além disso, foi porta-voz adjunta de política jurídica no Parlamento.
No mandato seguinte (2005-2009), Lambrecht atuou como membro no Conselho dos Anciãos do Parlamento alemão.
Ainda no Parlamento, de 2009 a 2011, foi porta-voz de política jurídica pela ala de seu partido. Em abril de 2011 foi escolhida vice-presidente do PSD e tem assento desde maio de 2011 no Comitê de Conciliação.
Após as eleições parlamentares de 2013 e o fim das negociações para coalizão entre PSD e CDU (Partido da União), Lambrecht foi eleita em dezembro do mesmo ano com 95,1% dos votos como primeira secretária parlamentar de seu partido.
De 2007 a 2017 foi presidente do subdistrito Bergstraße do PSD e membro da Comissão Executiva Estadual do PSD-Hessen e de 2009 a 2019 vice-presidente do PDS no distrito de Hessen-Süd.
Assumiu em 20 de maio de 2021 a pasta de Franziska Giffey, após a demissão desta como Ministra da Família, Idosos, Mulheres e Jovens.

## Agenda como Ministra
Em 2019 foi a sucessora de Katarina Barley como ministra da justiça. Foi alvo de críticas pela alta rotatividade dos funcionários do ministério. Em outubro de 2019 apresentou os pontos essenciais de sua agenda.

### Network Enforcement Act
Sua atuação foi no sentido do endurecimento deste projeto de lei, visando a coibir a circulação de notícias falsas nas redes sociais. Em 2019 queria impor uma obrigatoriedade de transmissão de dados pessoais para plataformas de upload, viabilizando a denúncia de crimes à polícia por meio dos operadores. Por exemplo, ameaças de homicídio, incitação a rebeliões e casos de injúria mais grave. Associado a isto estão os crimes ligados ao ódio e à intolerância. Por outro lado, opôs-se à obrigatoriedade de revelação de nome verdadeiro na Internet.

### Lei de proteção aos entregadores
Sob sua liderança, o Ministério da Justiça contribuiu para o surgimento, em 15 de novembro de 2019, da lei de proteção aos entregadores ("Paketboten", em alemão, denominaria o entregador de encomendas).O intuito é impedir a violação dos direitos destes trabalhadores. Assim, as empresas de entrega, que subcontratam outras, devem estar em dia com suas obrigações trabalhistas e, assim, garantir as contribuições para a seguridade social dos terceirizados.

### Contratos com consumidores
Lambrecht trabalha em uma lei que visa a tornar mais justos os contratos com consumidores.O intuito é tornar obrigatório que qualquer contrato fechado via telefônica de modo verbal deva ser registrado por escrito antes de entrar em vigor.

### Lei do inquilinato

#### Desapropriações
No início de seu mandato, declarou ser a favor da desapropriação de empresas imobiliárias privadas, porém apenas como um último recurso.

#### Regulamentação dos preços de aluguéis
O prazo para reajuste de aluguéis em novos contratos foi estendido para cinco anos.
O valor pago a mais, num período retroativo de dois anos e meio, pode ser reclamado.

### Porte de armas
Após o assassinato de Walter Lübcke, Lambrecht passou a defender restrições ao direito de posse de armas.

### Direito  penal processual

#### Adiamento
No contexto dos planos de reformas do código de processo penal, processos futuros não deverão mais ser adiados sem justificativa apropriada, por exemplo, por meio de repetidas solicitações de mais provas, numa tentativa de se salvaguardar os direitos dos envolvidos.

#### Lei de sanções pecuniárias
É um projeto de lei proposto para atualizar sanções pecuniárias contra empresas. Lambrecht colocou este tema em sua agenda.O objetivo é ajustar os valores de multas de acordo com o porte das firmas. O limite fixo atual de 10 milhões de euro não é suficiente para as grandes empresas.

### Direito penal material

#### Parte geral do Código Penal
Após o caso de estupro coletivo em Mülheim an der Ruhr, ela se opôs em julho de 2019 à redução da idade penal atual de 14 anos.

#### Parte especial do Código Penal
Algumas das mudanças no código de direito penal dizem respeito a formas de violação do direito à própria imagem, como a filmagem de mortos após acidentes de trânsito, e a assim chamada Upskirting, ou seja, fotografar por debaixo da saia, dentre outras. 
Além disso, o crime de calúnia e difamação de pessoas públicas, conforme o § 188, tornou-se de maior agravo, assim como o crime de antissemitismo (§ 46).Queimar bandeiras estrangeiras também tornou-se passível de punição (§ 104).

### Direito da família

#### Integração dos direitos da criança à lei
A integração dos direitos da criança na Constituição era um projeto de 2020, ainda não totalmente implementado.

#### Guarda compartilhada a partir do nascimento
Ao contrário da opinião de especialistas, Lambrecht opôs-se ao reconhecimento automático de guarda compartilhada a partir do nascimento, mesmo em caso de paternidade comprovada. É ainda necessário que a mãe esteja de acordo.

#### Maternidade conjunta em relações homoafetivas entre mulheres
Lambrecht defende uma reforma em relação à guarda de crianças neste cenário. Estando casadas no momento do nascimento, a maternidade de ambas seria automaticamente reconhecida, dispensando-se o processo de adoção pela mulher não gestante.

## Engajamento social
De 2010 a 2018 ela é vice-presidente honorária da Agência Federal do Socorro Técnico, uma organização de ações de assistência em situações de catástrofes controlada pelo governo federal alemão.

## Vida privada
Lambrecht é mãe de uma criança e divorciada.Ela é de confissão luterana.